# عبد الرحيم الشمري
عبد الرحيم الشمري هو عبد الرحيم جاسم محمد مطلك الشمري سياسي عراقي وعضو في مجلس النواب العراقي. أمر تشكيل لواء (60) في الحشد الشعبي المعروف بـ ( النوادر )

## الولادة
ولد في محافظة نينوى قضاء البعاج في الأول من يونيو عام 1971.

## دراسته
حاصل على البكالوريوس في علوم ادارة الاعمال – كلية الحدباء الجامعة.

## المناصب التي شغلها
- عضو المجلس البلدي لقضاء البعاج – نينوى. 2004 – 2005
- قائممقام قضاء البعاج – نينوى. 2005 – 2009
- مجـلس محافظة نيـنوى. 2009-2013 – رئيس لجنة الأمن والدفاع.
- مجـلس محافظة نيـنوى. 2013-2014 عضو مجلس محافظة نينوى للمرة الثانية على التوالي.[4]
- عضو مجلس النواب العراقي ورئيس لجنة حقوق الانسان النيابية 2016-2018.[5]
- عضو مجـلس النواب العـراقي. 2018-لغاية الآن وعضو لجنة النزاهة النيابية.[6]